# Верхньоільясово
Верхньоілья́сово (рос. Верхнеильясово) — присілок у складі Червоногвардійського району Оренбурзької області, Росія.

## Населення
Населення — 289 осіб (2010; 318 у 2002).
Національний склад (станом на 2002 рік):
- башкири — 92 %